# Monte Parnaso

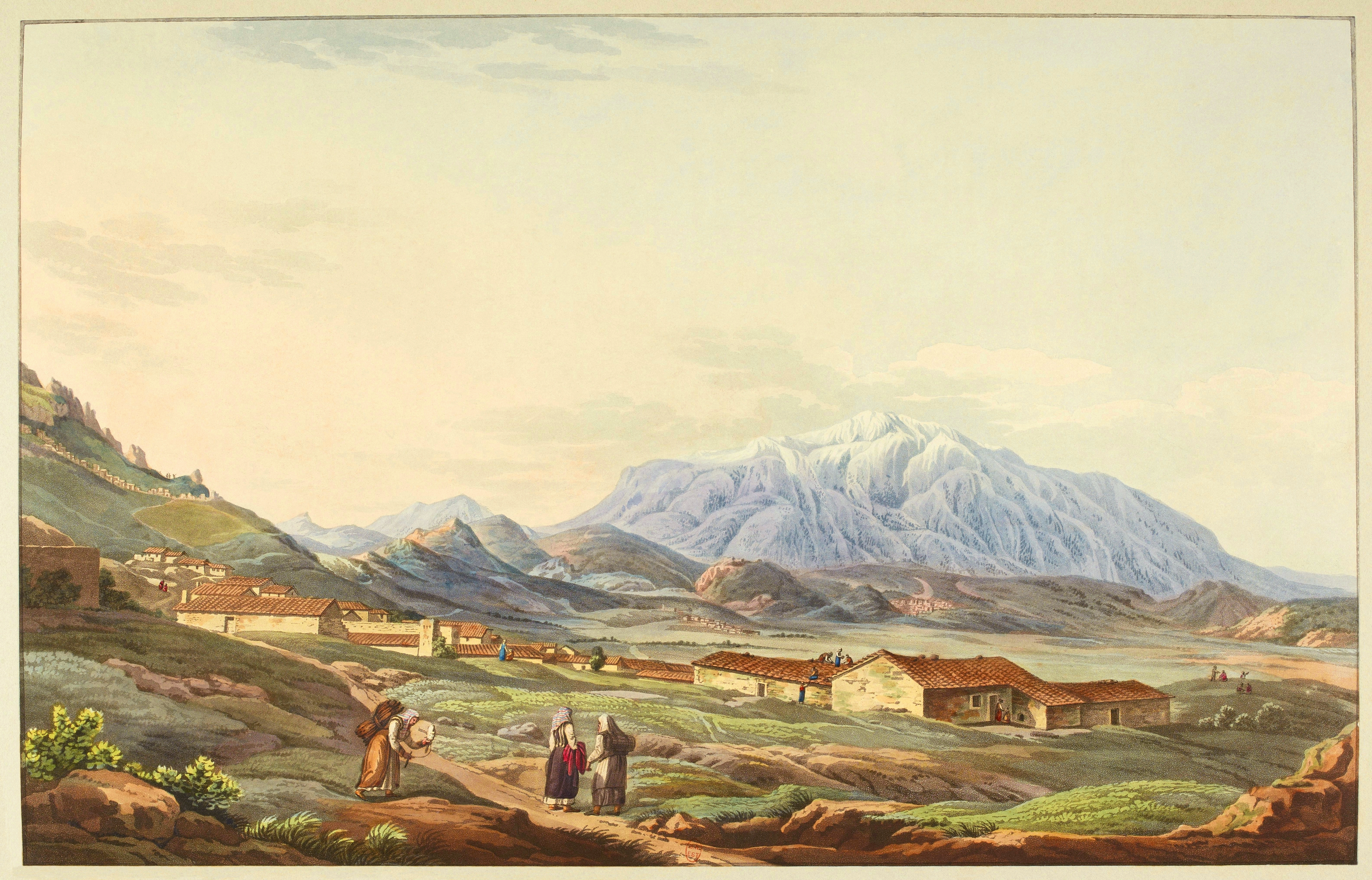
El monte Parnaso en 1821, en una pintura de Edward Dodwell.

El monte Parnaso (2457 metros de altitud) es una montaña de piedra caliza y abundante en bauxita situada en el centro de Grecia, que se alza sobre la población de Delfos, al norte del golfo de Corinto.

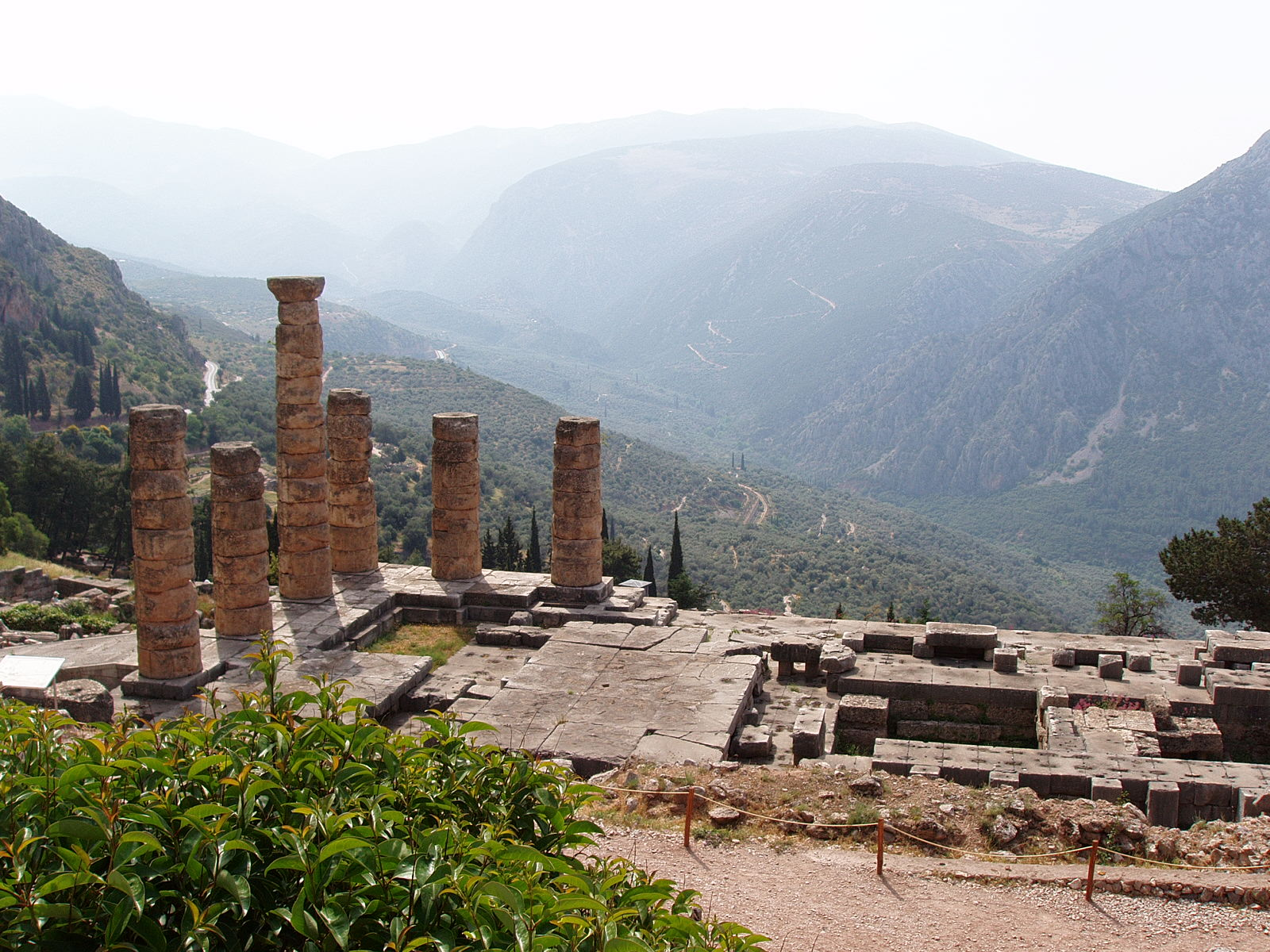
Templo de Apolo en las faldas del monte Parnaso, cerca de Delfos (Grecia).

Ofrece una espectacular vista panorámica en sus alrededores, llenos de olivos, dominando la región oriental de Stereá Elláda (literalmente, "la Grecia sólida, firme"). Sus faldas están cubiertas de abetos cefalonios y, bajo ellos, prados silvestres muy coloridos en verano. Son muy comunes los buitres y las águilas reales, al igual que los lobos que bajan del monte Pindo en invierno. 
Las localidades más cercanas son Delfos (Δελφοί) y Arájova (Αράχωβα), famoso por sus vinos, quesos y alfombras de piel de oveja. La cumbre más alta es el pico Liákoura, lugar de encuentro entre los alpinistas. Hay una estación de esquí llamada Fterólaka a 26 km de Arájova.
En la ladera meridional del Parnaso está situada la fuente de Castalia y el lugar arqueológico que ocupaba el santuario panhelénico de Delfos, dedicado a Apolo, donde estaba el oráculo de Delfos.
Parnaso era el nombre de un personaje mitológico. Por ser la morada mitológica de Apolo y las Musas, se considera al Monte Parnaso como la patria simbólica de los poetas. 

## Geología y geografía
El Parnaso es una de las regiones montañosas mayores de la Grecia continental y una de las montañas griegas más altas. Se extiende por tres municipios, a saber, Beocia, Ftiótide y Phocis, donde se encuentra la mayor parte. Su altitud es de 2457 metros y su pico más alto es el Liakouras (Λιάκουρα). Al noroeste está conectado con el monte Giona y al sur con Kirphe.
Otros picos son:
- Tsárkos (Τσάρκος), 2415 m
- Jerontóvrachos (Γεροντόβραχος), 2395 m
- Kalójiros (Καλόγηρος), 2327 m
- Mávra Lithária (Mávra Lithária), 2326 m
- Voidomáti (Voidomáti), 1947 m
- Petrítis (Petritis), 1923 m
- Pyrgákia, 1718 m

La montaña está delimitada al este por el valle del Beocio Kephissus y al oeste por el valle de Amfissa. Una característica geológica inusual de Parnaso son sus ricos depósitos de bauxita, lo que ha llevado a su minería sistemática desde finales de la década de 1930, lo que ha provocado daños ecológicos en parte de la montaña.

## Historia
La fundación del Madeion de Delfos, en la ladera suroeste del monte Parnaso, dio gloria a la montaña desde la antigüedad hasta nuestros días, haciéndola tan sagrada a los ojos de los griegos como el Olympus. El Parnaso estaba dedicado a Apolo y a las Ninfas de Korykeia, que vivían en la gruta de Korykeio en Lycaria, mientras que las Musas también vivían allí. En él se encontraba también el famoso manantial de Castalia. A lo largo de la historia, el Parnaso fue el bastión de las tribus griegas del sur de Grecia contra los invasores del norte, con la Batalla de las Termópilas en el 480 a. C. contra los persas. 
La montaña desempeñó un papel importante en la Revolución griega de 1821, ya que allí tuvieron lugar importantes batallas entre griegos y turcos, en particular las batallas de Alamana y Gravia.
Desde 1938, Parnaso es un parque nacional de Grecia, cuyo núcleo ocupa una superficie de 3.513 hectáreas.

## Mitología

Mapa de lugares donde se desarrollan la vida y acontecimientos de Orfeo en el Parnaso.

El monte Parnaso lleva el nombre de Parnasos, el hijo de la ninfa Cleodora y el hombre mortal  Kleopompus. Una ciudad, de la que era líder Parnasos, fue inundada por lluvias torrenciales. Sus habitantes huyeron de la inundación, siguiendo el aullido de los lobos, por la ladera de la montaña. Allí los supervivientes construyeron otra ciudad, y la llamaron Lykoreia, que en griego significa "el aullido de los lobos". Mientras Orfeo vivía  con su madre y sus ocho hermosas tías en el Parnaso, conoció a Apolo, que cortejaba a la musa risueña Thalia. Apolo se encariñó con Orfeo y le dio una pequeña lira de oro y le enseñó a tocarla. La madre de Orfeo le enseñó a hacer versos para cantar. Como el Oráculo de Delfos era sagrado para el dios Apolo, la montaña misma se asoció con Apolo. Según algunas tradiciones, el Parnaso fue el sitio de la fuente Castalia y el hogar de las Musas; según otras tradiciones, ese honor recayó en el monte Helicón, otra montaña de la misma cordillera. Como el hogar de las Musas, el Parnaso se hizo conocido como el hogar de la poesía, la música y el aprendizaje.

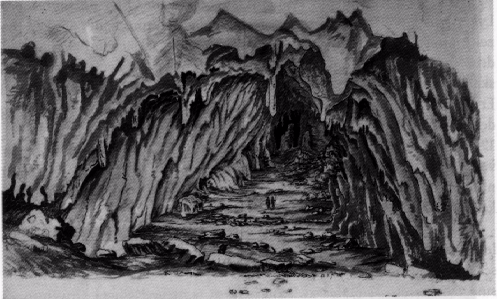
La cueva Coricio.

Parnaso también fue el sitio de varios eventos menores no relacionados en la mitología griega.
- En algunas versiones del mito griego de las inundaciones, el arca de Deucalion se detuvo en las laderas del Parnaso. Esta es la versión del mito relatado en la Metamorfosis de Ovidio.
- Orestes pasó su tiempo escondido en el monte Parnaso.
- El Parnaso estaba consagrado al dios Dioniso .
- La cueva Coricio, ubicada en las laderas del Parnaso, era sagrada para Pan y las musas.
- En el libro 19 de La Odisea, Odiseo cuenta la historia de cómo fue corneado en el muslo durante una cacería de jabalíes en el monte Parnaso en su juventud.
- Parnaso también fue el hogar de Pegaso, el caballo alado de Belerofonte.

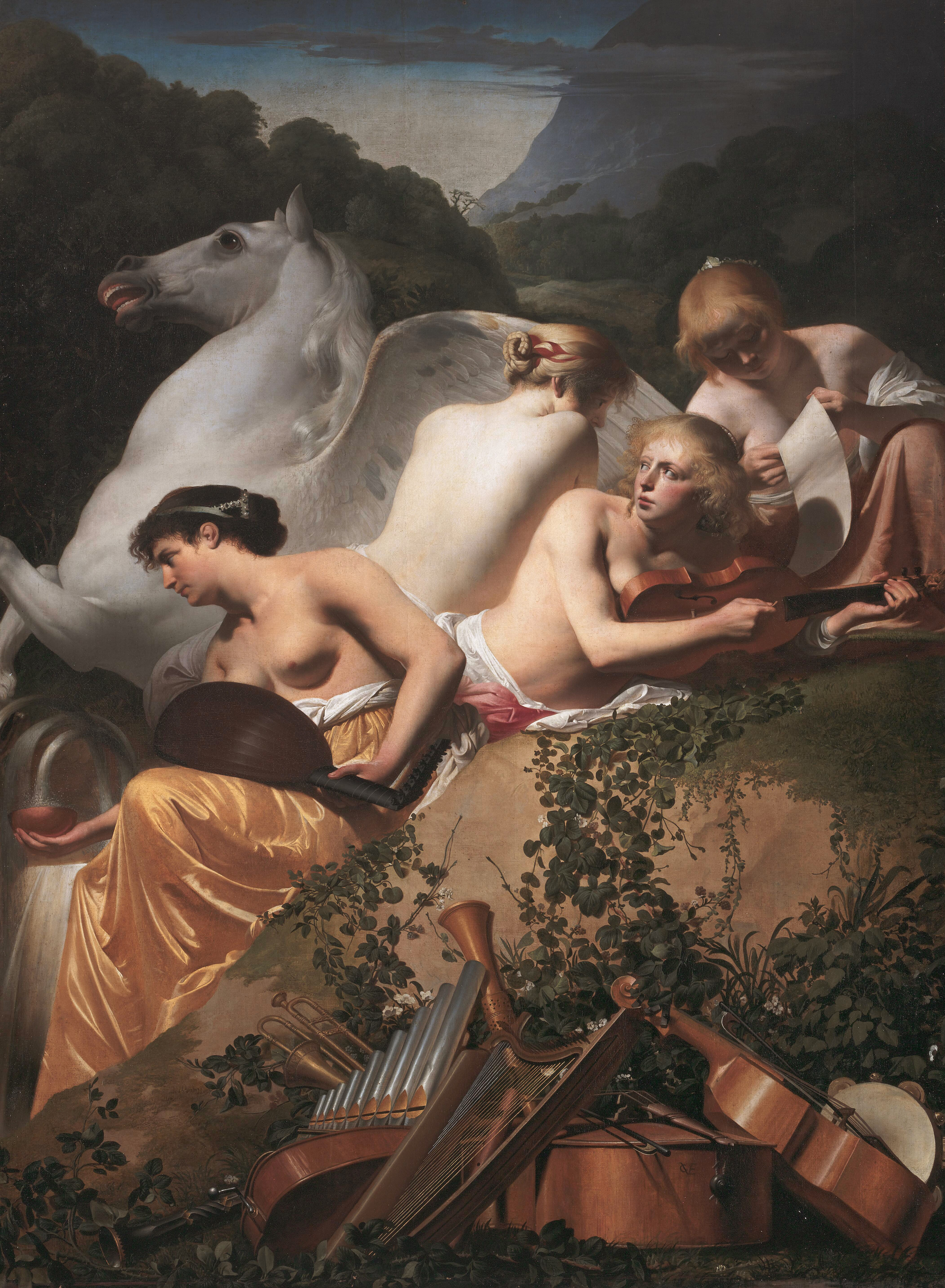
Cuatro musas y Pegaso en el Parnaso, obra de Caesar van Everdingen, 1648.

## Características
Parnaso es una de las ramas meridionales de Pindos, la cadena montañosa más grande de Grecia. Domina casi toda la Grecia occidental y esencialmente es una continuación de las cadenas montañosas de Iliria y Dálmata. Se extiende en dirección sureste y separa el valle del Kifissos beocio del de Amfissa. Constituye esencialmente la parte sudoriental del gran complejo orográfico de Rumeli central, de cuyas otras dos partes, Giona y Vardousia, se encuentra sólo unos metros por debajo. 
En el noroeste se une a Giona en la brecha "51", que hace referencia al km 51 de Amfissa - Lamia, en el oeste cae abruptamente sobre las Eleonas de Amfissa y en el sur se une a Kirfi. Una serie de grandes depresiones a lo largo de la carretera Arachova - Eptalofos, como la Kalyvia Arachova y Achladokampos, así como el arroyo de Agoriani, dividen la montaña en el Parnaso occidental y el principal. La parte occidental es suave y boscosa y está rodeada de escarpadas laderas y acantilados, mientras que la parte principal es más extensa y diversa.
Sus picos más altos son Liakoura a 2.457 m. , que es también el más alto, Tuborachi elevándose a 2.430 m., Tsarkos a 2.414 m. y Gerontobrachos a 2.367 m. frente al Golfo de Corinto, entre los que se encuentra la cresta Arnovrysi, sobre la que se encuentra el centro de esquí . Durante todo el año estos picos están desnudos de vegetación, mientras que desde otoño hasta mediados de mayo están cubiertos de nieve. Las laderas de la montaña son boscosas, con una densa vegetación y el árbol principal es el abeto , pero también cedros ( enebros ), pinos salgareños, abetos, pinos, encinas y acebos. También hay plantas endémicas raras que en primavera y principios de verano inundan la montaña a gran altura.
Las aguas de Parnassos se pierden en las redes subterráneas de sus rocas calizas y resurgen cerca de Arachova y Boiotiko Kifissos . El suelo de Parnassos es muy rico en depósitos de bauxita. La montaña es también el hogar de muchas especies de animales salvajes como lobos, zorros, hurones, comadrejas, ardillas, águilas, buitres, halcones, jabalíes, serpientes y muchos más.
Todavía existe el Parque Nacional de Parnassos, que tiene un área de 36,000 acres y fue establecido en 1938 . Se encuentra en los límites de las prefecturas de Phocis y Beocia, entre Delphi, Arachova y Agoriani. En la zona de la Selva hay impresionantes sumideros, cuevas y picos rocosos y uno se encuentra con la mayoría de las especies de flora y fauna antes mencionadas. Limita al este con el valle de Beocia Kifissos y al oeste con el valle de Amfissa. La peculiaridad geológica de Parnassos consiste en los ricos depósitos de bauxita, lo que ha llevado a una minería sistemática desde finales de la década de 1930, lo que ha provocado el deterioro ecológico de parte de la montaña. Por otro lado, la importante biodiversidad, tanto de flora como de fauna, llevó a las autoridades competentes a crear el Bosque Nacional Parnassos ya en 1938, año en que se inició la explotación sistemática de los yacimientos de bauxita. Drymos se extiende en la zona montañosa delimitada por Delphi, Arachova y Agoriani. Entre las especies endémicas protegidas se encuentran el abeto capelliniano y la peonía parnasiana. Las rapaces también rondan por la zona del Bosque, así como lobos, jabalíes, hurones, comadrejas, etc.
Los paisajes que ofrece la cordillera del Parnaso son únicos. En él se puede ver el fuerte contraste entre la explotación de ciertas partes de la montaña y la belleza salvaje e intacta de otras. La vista que ofrece el Parnaso hacia el oeste, hacia el campo Crisian, el Corinthian y la cordillera de Giona es admirable, y no es casualidad que los antiguos griegos eligieran un lugar con una vista tan imponente para construir el oráculo más grande de la antigüedad. También existen numerosas rutas de senderismo repartidas por todo el macizo, mientras que la cara occidental de la montaña está atravesada por el sendero europeo de largo recorrido, conocido como «E4».
Aparte de Delphi, Parnassos es particularmente conocido por su estación de esquí, Arachova , así como por sus pueblos tradicionales, el más famoso de los cuales es Agoriani.

## El Parnaso como tema en el arte
Especialmente hasta el siglo XVIII, pero también más allá, el Parnaso, como sede del dios Apolo y las Musas, fue un tema muy utilizado en las artes tanto plásticas como la literatura o la música.
- Pintura:

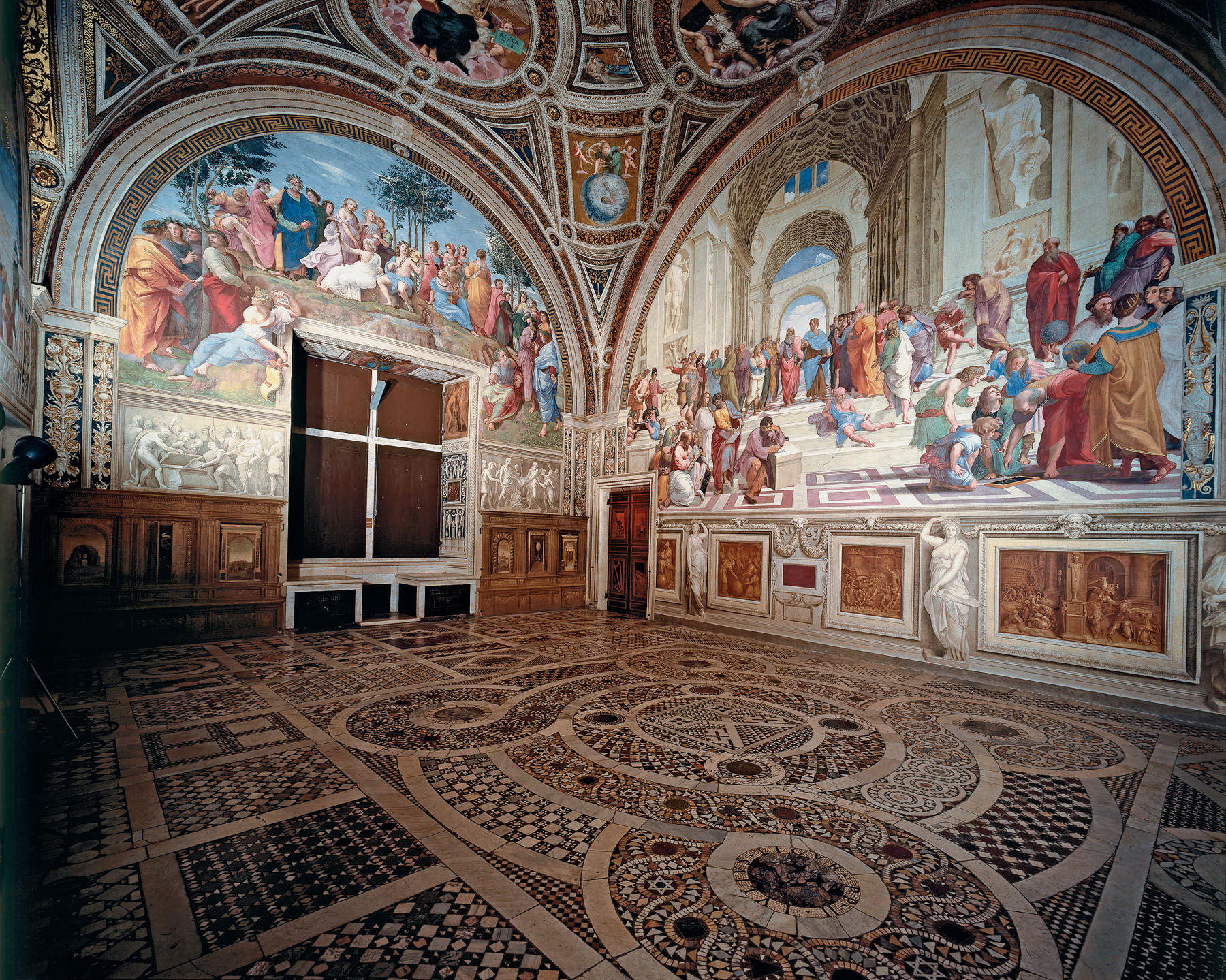
El Parnaso y La Escuela de Atenas de Rafael en la "Stanza della Segnatura" de los Palacios Episcopales de Ciudad del Vaticano.

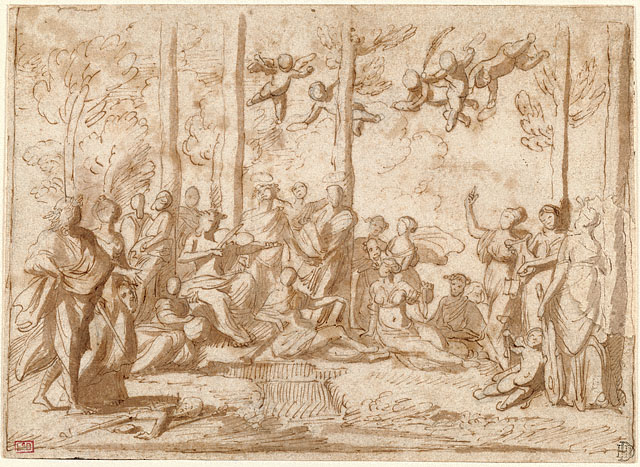
Apolo y las musas en el Parnaso (Nicolas Poussin,)

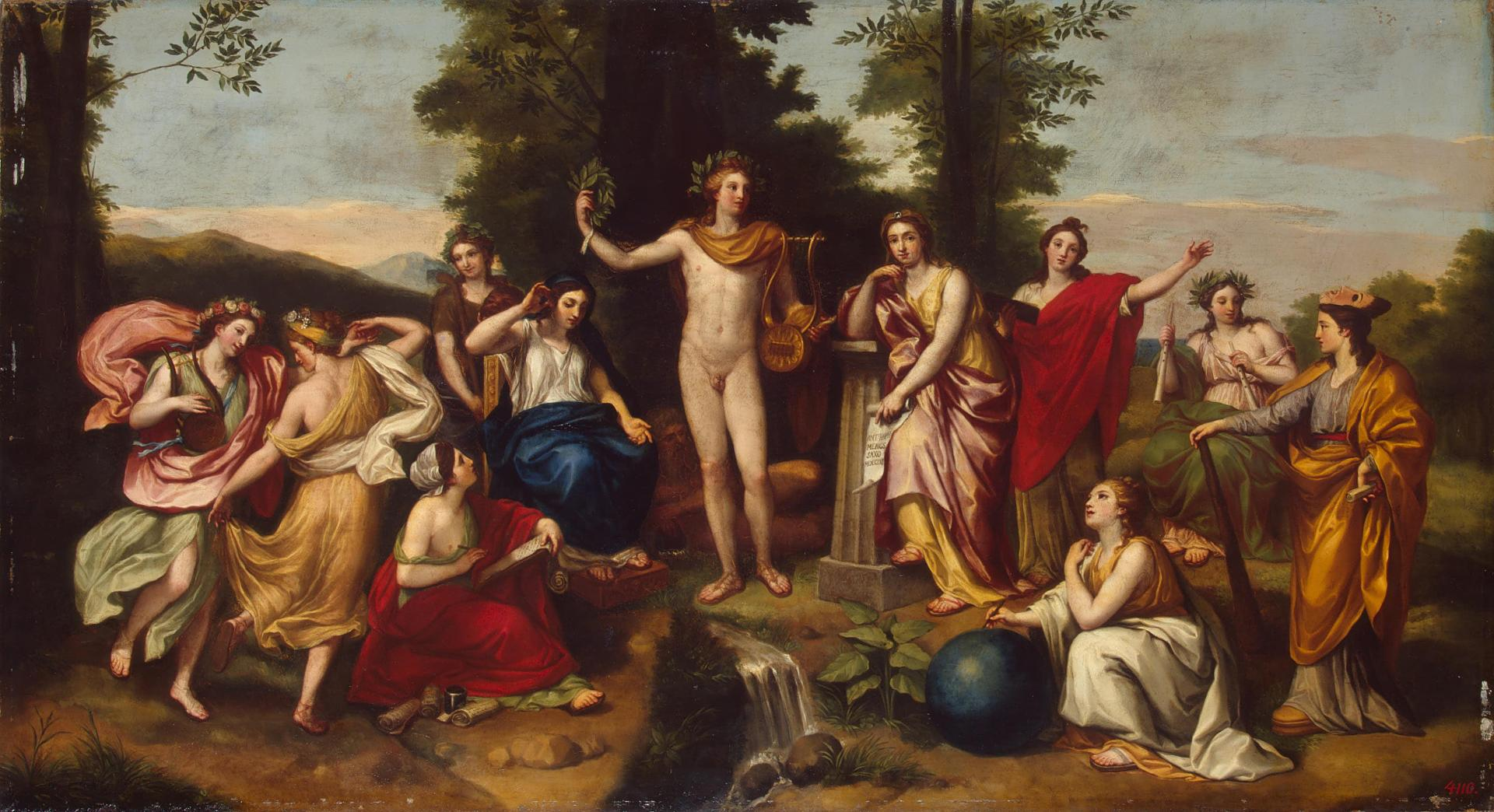
El Parnaso de Anton Raphael Mengs, siglo XVIII

  - El Parnaso es un fresco de Rafael en la "Stanza della Segnatura" (Vaticano), donde también se encuentra la obra más conocida La Escuela de Atenas
  - Apolo y las musas en el Parnaso de Nicolas Poussin
  - El Parnaso, cuadro de Anton Raphael Mengs

En el siglo XX:
- - Ad Parnassum, pintura de Paul Klee

- Escultura:
  - La Parnassbrunnen en la Calenberger Neustadt de Hannover, para la que Hieronymo Sartorio suministró el modelo en 1671;[4]
- Arquitectura de jardines:
  - Parnaso, una roca artificial con pedestales para las estatuas de Apolo y las Musas en el Eremitage (Bayreuth) de principios del siglo XVIII.
  - Der Musenberg Parnass, en el jardín rococó de Veitshöchheim, creado en 1765 por Ferdinand Tietz. Una roca artificial con estatuas de Apolo, las Musas y el Pegaso alado, erigida en medio del gran lago.

- Música:
  - Una influyente teoría de la música, el libro de texto del siglo XVIII del director de orquesta y compositor vienés Johann Joseph Fux se titula Gradus ad Parnassum ("paso hacia el Parnaso" o "camino hacia la cumbre"). En sentido figurado, el libro de texto de contrapunto significa un avance artístico importante o el paso del compositor hacia la perfección.[5] En el caso de las composiciones famosas a nivel mundial, se habla de "Gipfelwerk".
  - El profesor de piano y compositor Muzio Clementi publicó en 1826 su famosa obra de estudios, también titulada Gradus ad Parnassum op. 44, que consiste en piezas para piano de dificultad creciente.
  - En  la obra de Richard Wagner Die Meistersinger von Nürnberg, Walther von Stolzing canta varias veces a las "Musas del Parnaso" en su canto de alabanza.
  - La primera pieza de la suite para piano Claude Debussy de Children's Corner (1908) se titula Doctor Gradus ad Parnassum, refiriéndose en broma a sus predecesores en la historia de la música.

- Literatura:
  - Piezas de Parnaso: Tres obras de teatro publicadas anónimamente entre 1598 y 1602 (Renacimiento) La peregrinación al Parnaso, La primera parte del regreso del Parnaso y La segunda parte del regreso del Parnaso. Se representaron en el St John's College de la Cambridge en Navidad.[6]
  - El Parnaso español, monte dividido en dos cumbres, con las nueve musas castellanas. Poemas del poeta español Francisco de Quevedo (1580-1645), publicado en 1648.
  - El Parnaso figura en La batalla de los libros de Jonathan Swift (1697) como el lugar de una guerra ideológica entre los antiguos y los modernos.
  - Évrard Titon du Tillet publicó una colección de nombres a la fama de los poetas y músicos franceses en 1732 en su Parnasse françois, suivi des Remarques sur la poësie et la musique et sur l'excellence de ces deux beaux-arts avec des observations particulières sur la poësie et la musique françoise et sur nos spectacles,[7]
  - Louis-Édme Billardon de Sauvigny publicó Parnasse des Dames ou choix de pièces de quelques femmes célébres en littérature en París en 1773.[8]
  - Le Parnasse contemporain: Colección de poemas en tres volúmenes, publicada en Francia entre 1866 y 1876.

## Como metáfora en la literatura francesa
Esta relación de la montaña con las Musas ofreció una incitación a su más reciente "mistificación", con la corriente poético-artística del siglo XIX denominada "Parnasianismo". El movimiento parnásico se estableció en Francia en la década 1866-1876 como una reacción al romanticismo con un retorno a algunos elementos clasicistas y la creencia en la doctrina "Arte por el arte", expresada por primera vez por Theophile Gautier. La revista Le Parnasse Contemporain  publicada por primera vez por Catulle Mendès y Louis-Xavier de Ricard contenía referencias directas al monte Parnaso y su característica mitológica como sitio habitado por las Musas. Los parnasistas, que no superaron como grupo a veinte poetas, ejercieron una influencia relativamente fuerte en la vida cultural de París, particularmente debido a su tenacidad en la perfección de la rima y el vocabulario. El parnasianismo influyó en varios poetas franceses, pero también ejerció una influencia en los poetas griegos modernos, en particular Kostis Palamas y Gryparis. El nombre de la montaña Montparnasse (Monte Parnaso) también se le dio a un barrio de París en la margen izquierda del Sena, donde los artistas y poetas solían reunirse y recitar sus poemas en público. Montparnasse es hoy en día uno de los barrios más reconocidos de la ciudad y en su cementerio están enterradas muchas personalidades del arte y la cultura.

## Estaciones de esquí
Parnaso es también el centro de deportes de invierno más grande de Grecia. Se encuentra a 180  km de la capital Atenas. Está formado por los dos emplazamientos de Kellária y Phtérólakka, unidos entre sí por remontes y pistas de esquí.

### Kellária
La góndola de Afrodita conecta la meseta (1.750 m ) con un altura de 1.950 m. La estación también cuenta con un telesilla desmontable con un flujo por hora de 2.500 personas y 4 telesillas de agarre fijo. El resto de los remontes consisten en remontes.
La pista Vakhos (n° 2) está homologada por la Federación Internacional de Esquí (FIS).
Allí se puede esquiar fuera de pista.

### Phtérólakka
Allí se construyeron los primeros remontes del Parnassos en 1976. Desde el invierno de 1988, el telesilla de Hermès une la zona con Kellária.
El rango de altitud comienza en 1.860m. La pista Iniochos (n° 6) está homologada por la FIS .

### Hiérodóvrachos
La estación más pequeña de Hiérodóvrachos ("de la roca sagrada") está conectada por las laderas con Kellária.
Parnassos está equipado con 6 máquinas pisapistas, una de las cuales con adaptación para las pendientes pronunciadas. La estación no ofrece alojamiento in situ, ya que se creó principalmente para ayudar al desarrollo turístico de los municipios de los alrededores, donde abundan los alojamientos de alquiler.